# Handelszeitung
La Handelszeitung est un hebdomadaire économique suisse de langue allemande, paraissant le jeudi. Il est le plus grand journal économique de Suisse. 
Il porte le nom de Schweizerische Eisenbahn- und Handelszeitung jusqu'en décembre 1861, puis de Schweizerische Handelszeitung. 

## Histoire
Le titre est issu de la fusion en 1861 entre la Schweizerische Handels- und Gewerbe-Zeitung, fondée en 1851, et l'Archiv für schweizerische Statistik, fondée en 1860. Il paraît pour la première fois le 31 décembre 1861, d'abord sous le nom de Schweizerische Eisenbahn- und Handelszeitung (journal suisse des chemins de fer et du commerce), puis sous celui de Schweizerische Handelszeitung à partir de 1868. Il paraît tous les jeudis. 
Ses fondateurs et rédacteurs en chef, Hermann von Marschall et Friedrich von Taur, assument également la fonction d'éditeur, le premier de 1861 à 1863, le second de 1861 à 1871. Le périodique est ensuite publié par l'Union suisse du commerce et de l'industrie, puis, après de nouveaux changements, par les sociétés Handelszeitung et Finanzrundschau à partir de 1926. En 1941, la majorité des actions est acquise par l'entreprise Oerlikon-Bührle. Le titre est racheté par les éditions allemandes Axel Springer en 1999. 
Jusqu'en 1868, les articles portent sur les chemins de fer et le secteur bancaire. Le journal conserve ce contenu et son orientation libérale après 1868. Depuis 1922, il couvre principalement les sujets ayant trait aux entreprises, à la finance et à la gestion, dans une perspective de plus en plus néolibérale. En 2006, il conclut un partenariat avec le Wall Street Journal et publie dès lors une série d'articles traduits de ce quotidien international.

### Rédacteur en chef
- 2023 - : Markus Diem Meier[3]

- 2013 - 2022 : Stefan Barmettler[4]

- 2010 - 2013 : Beat Balzli[4],[5]
- 2004 - 2010 : Martin Spieler[6]
- 1988 - : Kurt Speck[7]
- 1982 - 1988 : Max Rüegg[8]
- - 1982 : Hans Stoffel[8]
- 1973 - : Martin Ungerer[9]
- 1861 - : Hermann von Marschall et Friedrich von Taur[1]

## Tirage et lectorat
- 2019 : 37 500 exemplaires[10]
- 2011 : 40 800 exemplaires, 138 000 personnes[2]
- 2010 : 43 940 exemplaires (plus important hebdomadaire économique de la Suisse)[1]
- 2008 : 45 190 exemplaires (croissance due à la fin du magazine économique Cash (de))[11]
- 2007 : 30 861 exemplaires[11]

## Prix au numéro
- 2011 : 4,80 francs suisses[12]